# Domenico Pino
Domenico Pino (Milano, 8 settembre 1760 – Cernobbio, 29 marzo 1826) è stato un generale italiano che servì quale generale di divisione nella Grande Armata di Napoleone Bonaparte.

## Biografia
Pino nacque a Milano, figlio di Francesco Pino e Margherita Lonati, in una distinta famiglia di commercianti. Frequentò il Collegio Gallio di Como per poi entrare nell'esercito del Ducato di Parma servendo quale capitano di cavalleria. Nell'ottobre 1796 si arruolò come granatiere nella Legione Lombarda, formata da Napoleone come parte dell'Armata d'Italia. Nel 1799 partecipò alla difesa di Ancona. Nella campagna di Marengo fu comandante di Ugo Foscolo. Nel 1804 successe ad Alessandro Trivulzio (1773-1805) come Ministro della guerra del Regno d'Italia, sino al marzo 1806, quando passò a comandare una divisione in Pomerania e in Prussia distinguendosi nell'assedio di Kolberg (1807). In occasione della guerra d'indipendenza spagnola fu messo a capo di una Divisione agli ordini del generale Laurent de Gouvion-Saint-Cyr. Pino partecipò anche alla Campagna di Russia, dove rimase ferito, nella battaglia di Malojaroslavec del 1812.
In seguito fu capo del partito antifrancese a Milano (1814) e, all'abdicazione di Napoleone, come membro del governo provvisorio presieduto da Carlo Verri, venne coinvolto negli incidenti che portarono all'eccidio di Giuseppe Prina. Messo inizialmente a riposo dagli austriaci alla proclamazione del Lombardo-Veneto, fu poi nominato feldmaresciallo.